# Luleå
För andra betydelser, se Luleå (olika betydelser).
Luleå (på lulemål Leeol [lêúɽ] eller Leoschtän [ˈlêwˌʂʈæ:n]; på nordsamiska Luleju: lulesamiska: Julevu; finska och meänkieli: Luulaja, umesamiska Lüvllege) är en tätort (stad) i Norrbotten samt centralort i Luleå kommun, residensstad för Norrbottens län och stiftsstad för Luleå stift. Luleå är Sveriges 25:e samt Norrlands femte och Nordkalottens sjunde största tätort, med 48 749 invånare av kommunens totalt 79 650 invånare (SCB  2025).
Luleå har Sveriges sjunde största hamn för gods. Luleå är ett metallurgiskt centrum med stor stålindustri och omfattande forskning och kallas ibland i folkmun för Stålstaden. Sveriges nordligaste tekniska universitet, Luleå tekniska universitet, finns också i staden. Luleåregionen är Norrlands största lokala arbetsmarknadsregion med 166 820 invånare 2019.

## Namn
Namnet (1339 Lulu) kommer från namnet på Luleälven som i sitt förled har ett samiskt namn, lulij, 'den som bor i öster' använt för att beteckna skogssamer. I ett brev från 1316 talas om prästen i Luleå, De Lula presbiter.

## Historia
För Luleås äldre historia, se Gammelstad och Innerstaden, Luleå.
Under medeltiden hade Luleå en marknadsplats, hamn och en kyrksocken i nuvarande Gammelstad, cirka en mil nordväst om Luleås nuvarande läge. Den första stadsplanen utfördes på uppdrag av kung Gustav II Adolf av Olof Bure, och 1621 fick Luleå stadsprivilegier. Den gamla hamnen var dock inte lämplig för en stad på grund av landhöjningen. Luleås borgare begärde därför att få staden flyttad, vilket de fick tillstånd till 1648. Erik Eriksson Niure anställdes till uppdraget att bestämma den nya platsen, och 1649 fastslogs detta. Platsen låg vid en uthamn som redan hade byggts. Han gjorde en stadsplan med rutnätsmönster. Bortsett från en uppstramning av gatorna 1790 har Niures stadsplan bevarats.
Man hade dock svårt att få den nya staden att växa fram. Den härjades av brand 1653 och 1657 och större delen av innevånarna flyttade tillbaka till Gammelstad och kunde endast genom statligt ingripande tvingas att flytta tillbaka.
Bottniska handelstvånget försvårade stadens utveckling, och först sedan detta upphävts 1765 kunde Luleå börja växa, om än fortfarande mycket långsamt. 1805 fanns ännu endast 947 invånare. 1856 efterträdde Luleå Piteå som residensstad i Norrbottens län och hade då omkring 1 400 invånare. De första industrierna växte fram på 1860-talet.

### Det moderna Luleå

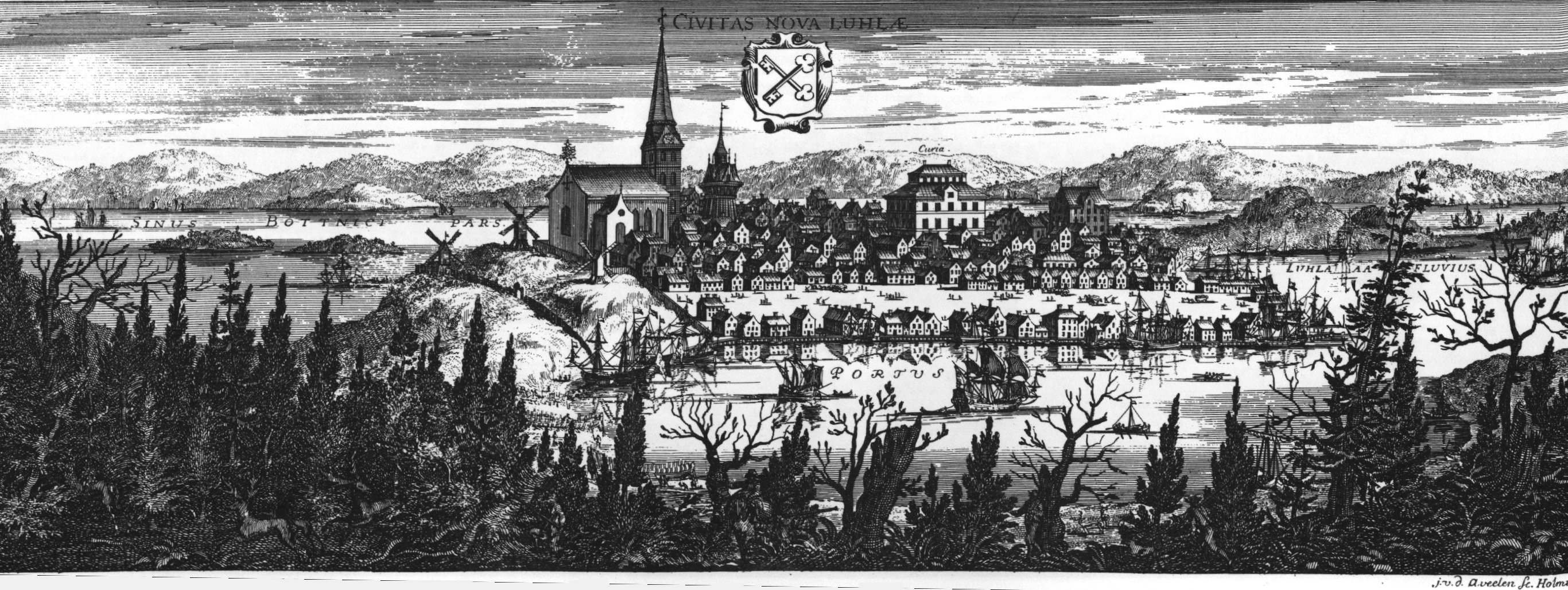
Kopparstick i Svecia Antiqua et Hodierna, omkr. år 1700.

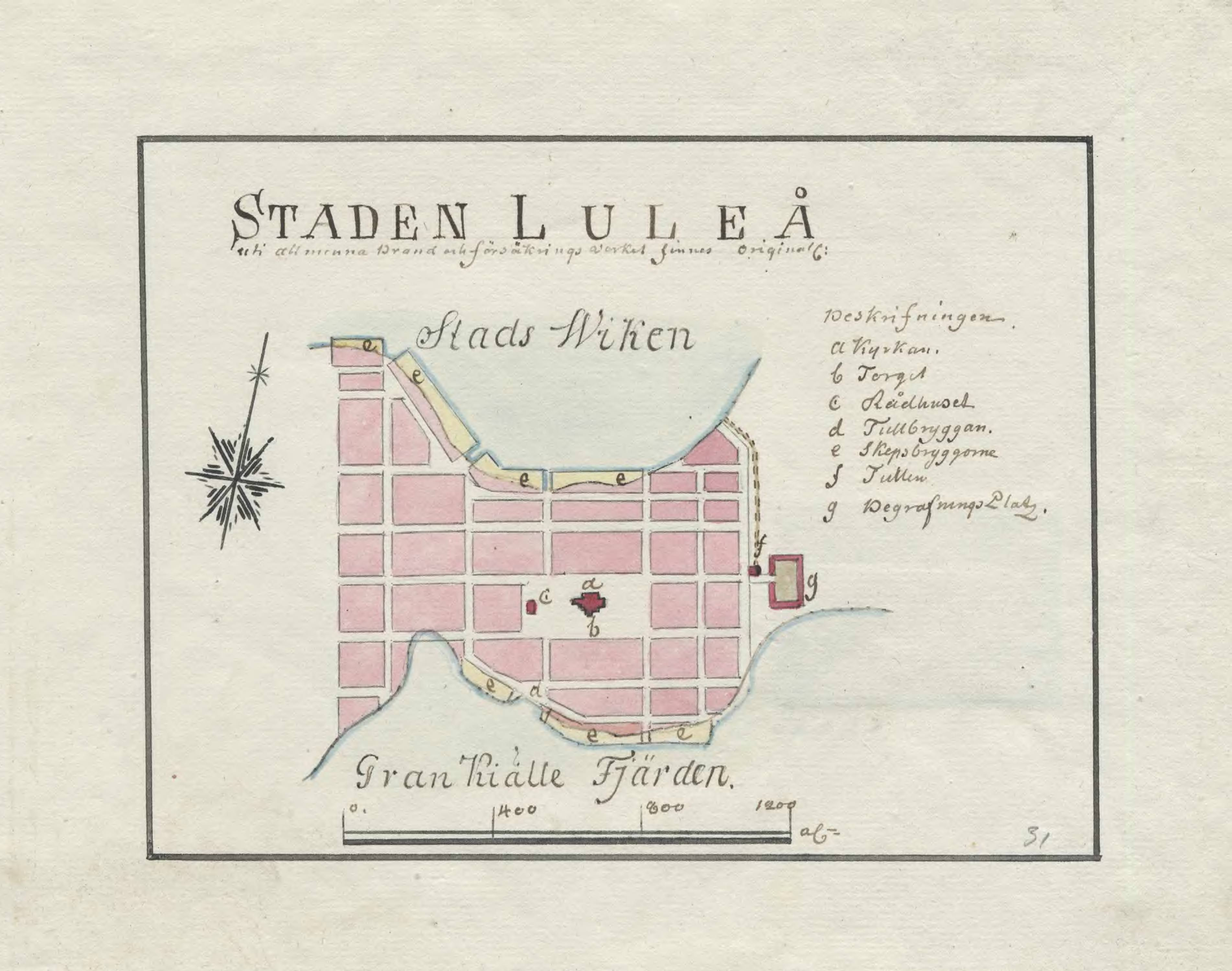
Karta över Luleå från 1790-talet

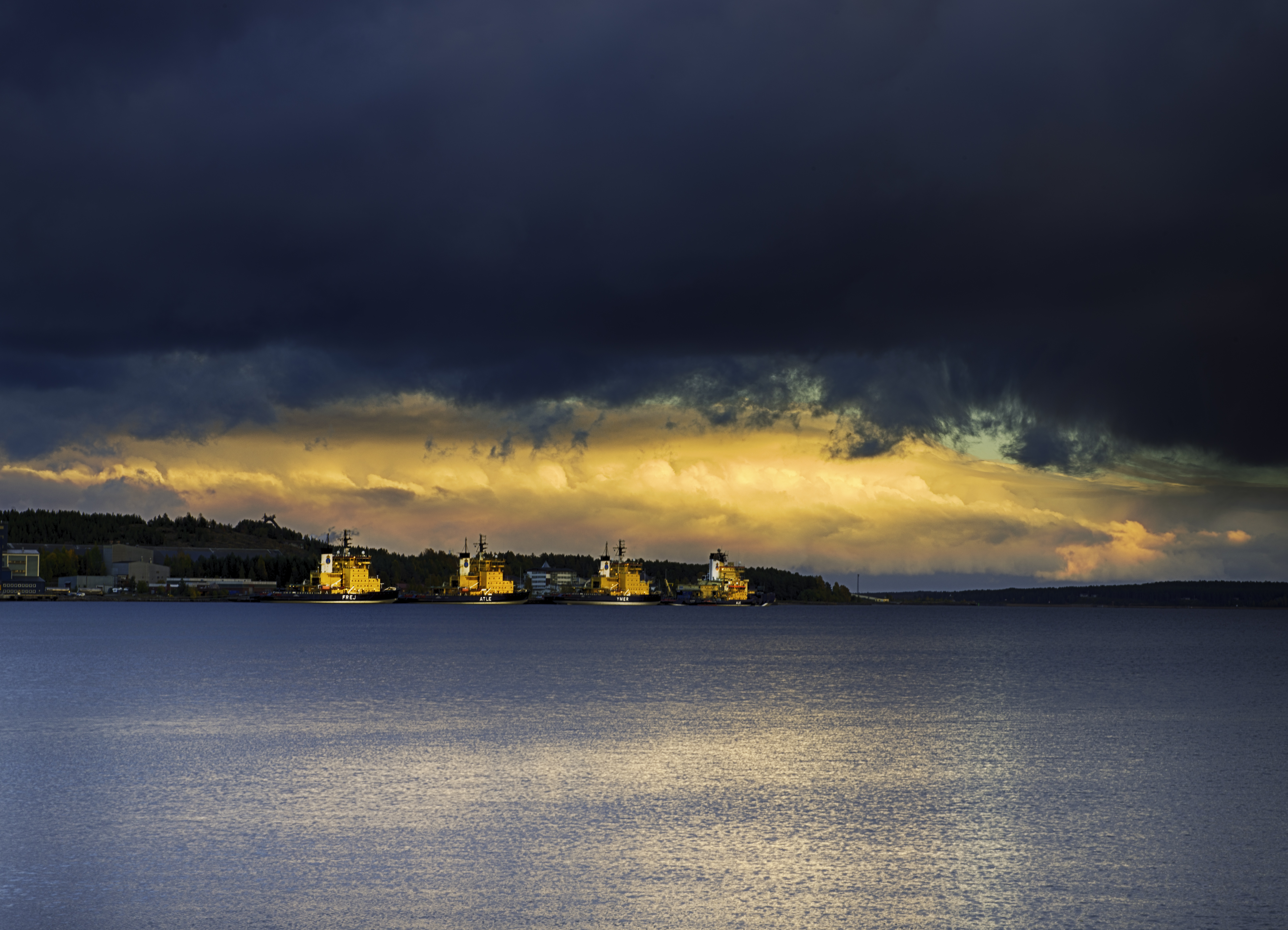
Isbrytarna strax utanför Södra hamn (från vänster); Frej, Atle, Ymer och Ale. Även isbrytaren Oden kan skymtas bakom Ale.

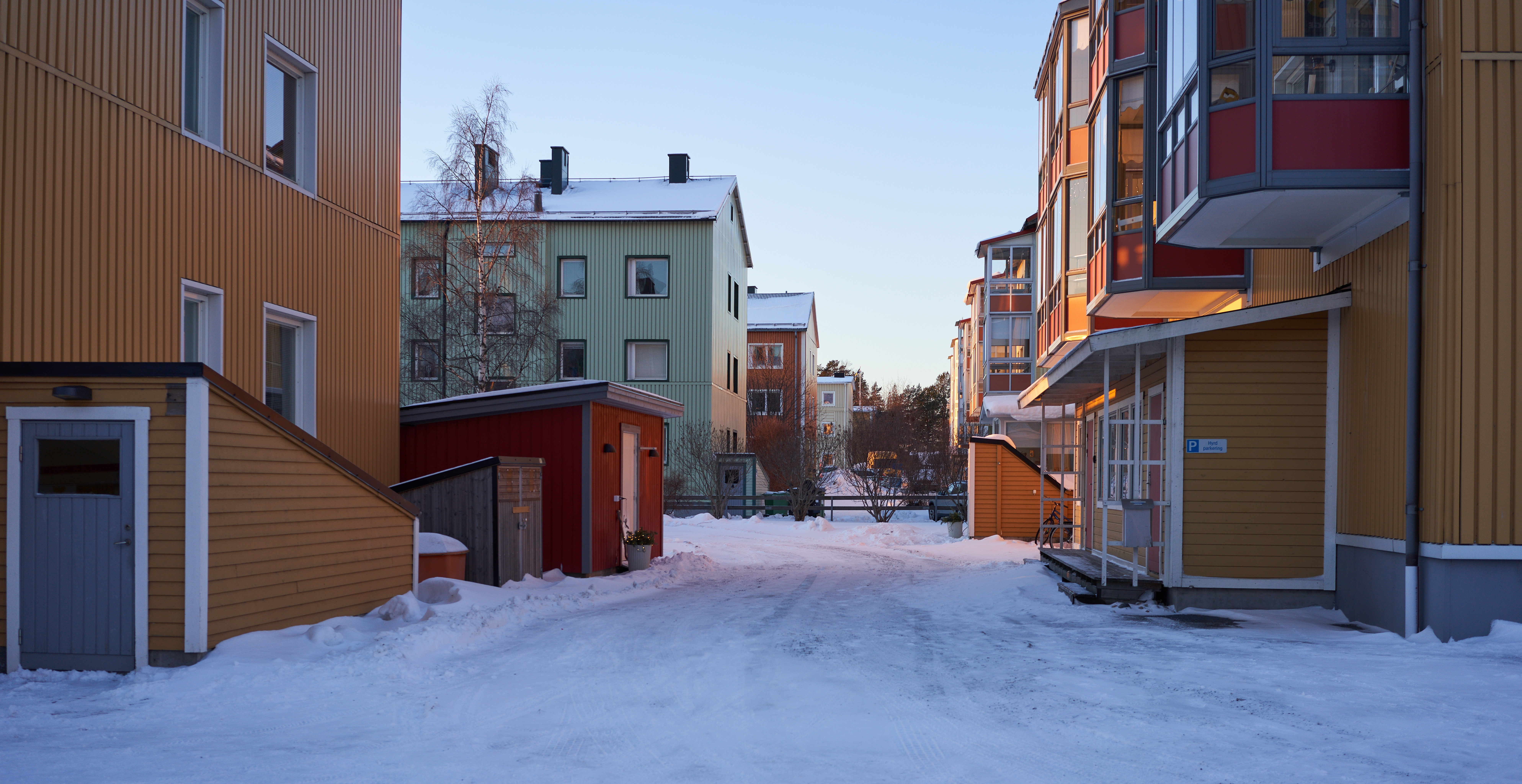
Luleå stadsbild

11 juni 1887 ödelades stora delar av staden av en brand.
Mellan 1891 och 1895 öppnade Luleå stad nybyggda byggnader såsom elverk, polisstation och brandstation. Ett nybyggt epidemisjukhus invigdes 1894.
Malmbanan mellan Gällivare och Luleå stod färdig 1888 och staden blev därmed utskeppningshamn för järnmalmen från Malmberget. Inom kort växte förstäder fram, nämligen Bergviken inom stadens administrativa område, samt Svartöstaden, Skurholmen och Bergnäset. Svartöstaden och Skurholmen införlivades i Luleå stad 1933. Parallellt med hamnens expansion växte Luleå som industristad, med etableringen av ett Luleå varv och tillhörande verkstäder 1887 (1932 ombildat som Nya AB. Luleå Varv & Verkstäder; 140 industriarbetare 1947), av ett stålverk i Karlsvik 1906 samt 1912 Statens Järnvägars järnvägsverkstäder i Notviken och ett träsliperi i Karlshäll. 1902 grundades tegelbruket Luleå Tegelbruks AB som låg i Marieberg i Södra Sunderbyn (1949: 50 industriarbetare) och 1908 grundades AB. Luleå Bryggeri (1947: 45 industriarbetare). Munksunds AB, grundat 1926, hade sitt huvudkontor i Luleå.
1904 påbörjades det första bygget av vattenledningar och avloppsledningar i staden, och dessa stod färdiga år 1906. Vid slutet av år 1906 hade cirka 50 % av husen i Luleå stad kopplats upp till 17,5 kilometer vattenledningar, ett projekt som hade kostat staden 440 000 kronor (1906 års värde). Omkring 50 % av husen hade också kopplats upp till avloppsnätet bestående av 9,4 km underjordiska avloppsledningar, vilket hade kostat staden 160 000 kronor (1906 års värde) Utbyggnaden av stadens vatten- och avloppsnät fortsatte under följande åren. Under 1907 ökade andelen hus med vattenledningar till 75 % och vattenförbrukningen i staden per person låg på 54 liter per dygn. Andelen hus med avloppsledning hade också under år 1907 ökat till ungefär 75 %. År 1910 hade 90 % av husen tillgång till vattenledning och avloppsledning. Luleå stads nya vattenverk tog sitt vatten från Luleälven.
1943 öppnade Norrbottens Järnverk AB:s stålverk på Svartön och var på 1950-talet den största industrin i Luleå med 1 500 anställda. NJA ombildades till SSAB (Svenskt Stål AB) 1978 genom sammanslagning med Domnarvets Jernverk och Oxelösunds Järnverks AB.
Under perioden 1940–1980 var Luleå en av Sveriges snabbaste växande städer. Under denna tid byggdes också flera nya bostadsområden. Luleå tekniska universitet startade 1971 på Porsön, då under namnet Högskolenheten i Luleå. Efter kommunsammanslagningen 1969 började närbelägna Gammelstad och Bergnäset allmänt att betraktas som delar av orten Luleå.

### Militärstaden
Luleå blev också under 1940-talet en garnisonsstad med etableringen 1941 av Norrbottens flygbaskår (F 21), 1942 med Luleå luftvärnskår (Lv 7), och 1955 med Luleå marina bevakningsområde (BoLu). Sedan 1993 finns dock endast flygflottiljen kvar i staden, då Luleå luftvärnskår omlokaliserades till Boden i samband med försvarsbeslutet 1992 och Luleå marina bevakningsområde avvecklades 1987 i samband med försvarsbeslutet 1982.

### Administrativa tillhörigheter
Luleå stad ombildades vid kommunreformen 1862 till en stadskommun. Delar av ortens bebyggelse kom att från tidigt befinna sig i Nederluleå socken/landskommun. Stadskommunen utökades 1933 med områden från Nederluleå socken/landskommun (Svartöstadens municipalsamhälle). 1971 uppgick stadskommunen i Luleå kommun där Luleå sedan dess är centralort.
I kyrkligt hänseende tillhörde orten Luleå stadsförsamling som 1962 delades i Luleå domkyrkoförsamling och Örnäsets församling, där den senare återgick i domkyrkoförsamlingen 2011. Delar av orten hör till Nederluleå församling.
Orten ingick till 1971 i domkretsen för Luleå rådhusrätt. Sedan 1971 ingår Luleå i Luleå domkrets.

## Geografi

### Klimat
Luleå har ett subarktiskt klimat med långa kalla vintrar och korta somrar. I och med golfströmmen så har dock Luleå ett betydligt varmare klimat än många andra städer på samma latitud och även många städer betydligt längre söderut. Under högsommaren i juni och juli kan temperaturen bli runt +30 grader vissa dagar.
|                                            | Jan  | Feb  | Mar  | Apr  | Maj  | Jun  | Jul  | Aug  | Sep  | Okt  | Nov  | Dec  |
| ------------------------------------------ | ---- | ---- | ---- | ---- | ---- | ---- | ---- | ---- | ---- | ---- | ---- | ---- |
| Normaldygnets maximitemperaturs medelvärde | −7   | −6   | −1   | 4    | 11   | 17   | 20   | 18   | 12   | 5    | −2   | −6   |
| Normaldygnets minimitemperaturs medelvärde | −13  | −13  | −9   | −4   | 2    | 9    | 12   | 10   | 6    | 0    | −6   | −11  |
|                                            |      |      |      |      |      |      |      |      |      |      |      |      |
| Nederbörd                                  | 31,8 | 25,8 | 25,5 | 17,4 | 23,1 | 32,2 | 41,8 | 42,3 | 31,3 | 34,4 | 31,2 | 26,9 |

| Diagram | temperaturer i °C • månadsnederbörd i mm • Källa: MSN Väder: Luleå | temperaturer i °C • månadsnederbörd i mm • Källa: MSN Väder: Luleå | temperaturer i °C • månadsnederbörd i mm • Källa: MSN Väder: Luleå | temperaturer i °C • månadsnederbörd i mm • Källa: MSN Väder: Luleå | temperaturer i °C • månadsnederbörd i mm • Källa: MSN Väder: Luleå | temperaturer i °C • månadsnederbörd i mm • Källa: MSN Väder: Luleå | temperaturer i °C • månadsnederbörd i mm • Källa: MSN Väder: Luleå | temperaturer i °C • månadsnederbörd i mm • Källa: MSN Väder: Luleå | temperaturer i °C • månadsnederbörd i mm • Källa: MSN Väder: Luleå | temperaturer i °C • månadsnederbörd i mm • Källa: MSN Väder: Luleå | temperaturer i °C • månadsnederbörd i mm • Källa: MSN Väder: Luleå | temperaturer i °C • månadsnederbörd i mm • Källa: MSN Väder: Luleå |
|         | 32 -7 -13                                                          | 26 -6 -13                                                          | 26 -1 -9                                                           | 17 4 -4                                                            | 23 11 2                                                            | 32 17 9                                                            | 42 20 12                                                           | 42 18 10                                                           | 31 12 6                                                            | 34 5 0                                                             | 31 -2 -6                                                           | 27 -6 -11                                                          |

Mellan 2003 och 2014 har Luleå vunnit solligan fem gånger, enligt SVT:s nationella mätningar. Luleå vann solligan sommaren 2014 och då tog Luleå kommun fram en vandringspokal. Vinnaren av solligan får äran att i ett år ha vandringspokalen hemma i sin stad.

## Ekonomi och infrastruktur

### Näringsliv
I Luleå har huvudkontor för företagen LKAB, Max Hamburgerrestauranger, Studentconsulting, Bastard Burgers, Leos Lekland och Vattenfall Vattenkraft AB Vattenkraft AB legat. I Alvik strax utanför Luleå finns huvudkontoret för företaget Liko.

#### Industri

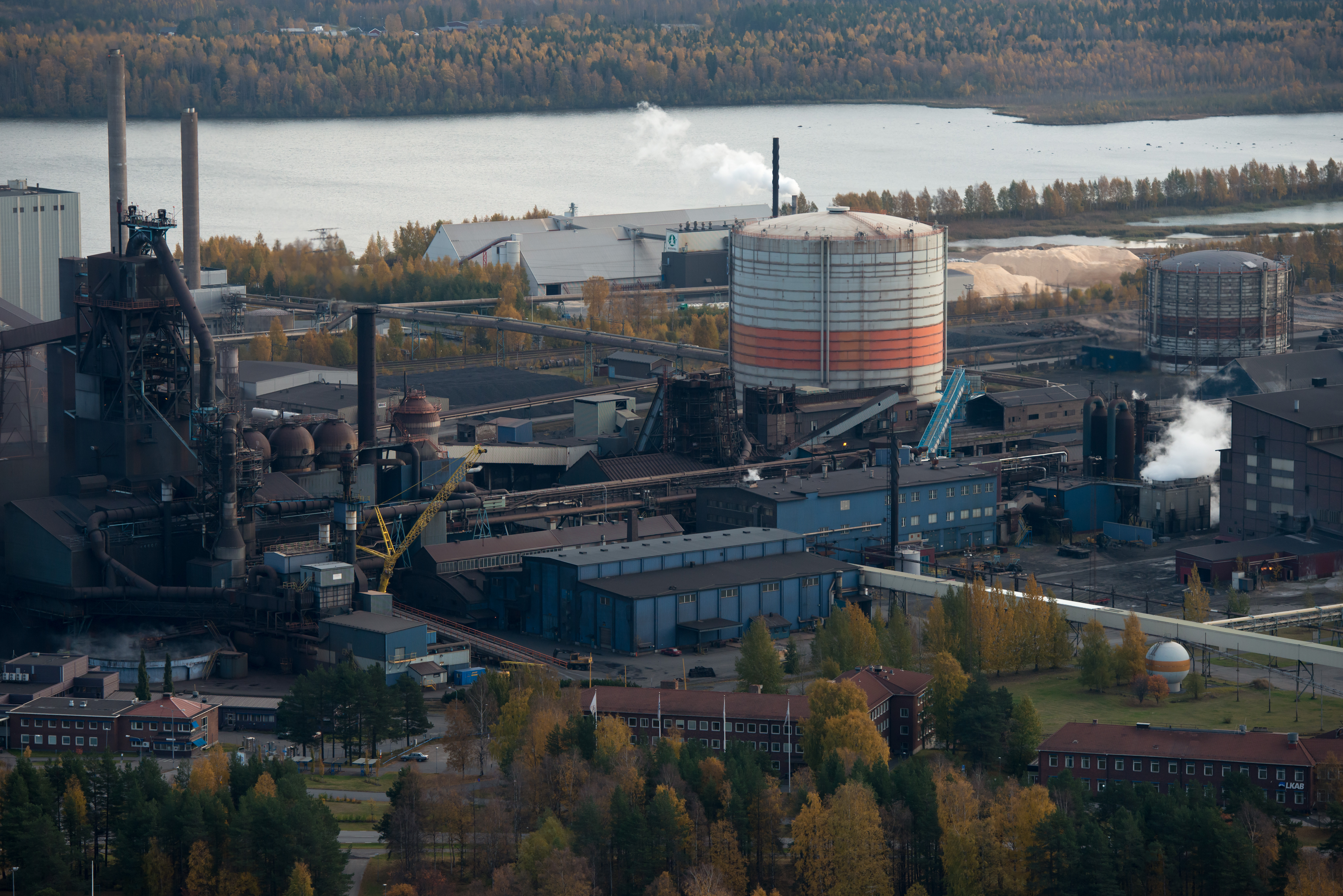
Masugn 3 till vänster i bild och gasklockan i mitten vid SSAB Luleå.

I Luleå finns ett antal industriområden byggda från 1960-talet och framåt. Dessa är Bergnäsets Kallax företagsstad (tidigare Bergnäsets industriområde), Skutvikens industriområde, Notvikens industriområde, Porsögårdens industriområde, Yttervikens industriområde, Svartöns Industriområde, Storhedens industri- och handelsområde samt teknikbyn Luleå Science Park. Industriföretag i Luleå är bland annat SSAB, Gestamp HardTech och Ferruform, samtliga inom stålbranschen, samt BDX.
Facebooks Europeiska datacenter i Luleå är den första investeringen för Facebook utanför USA.

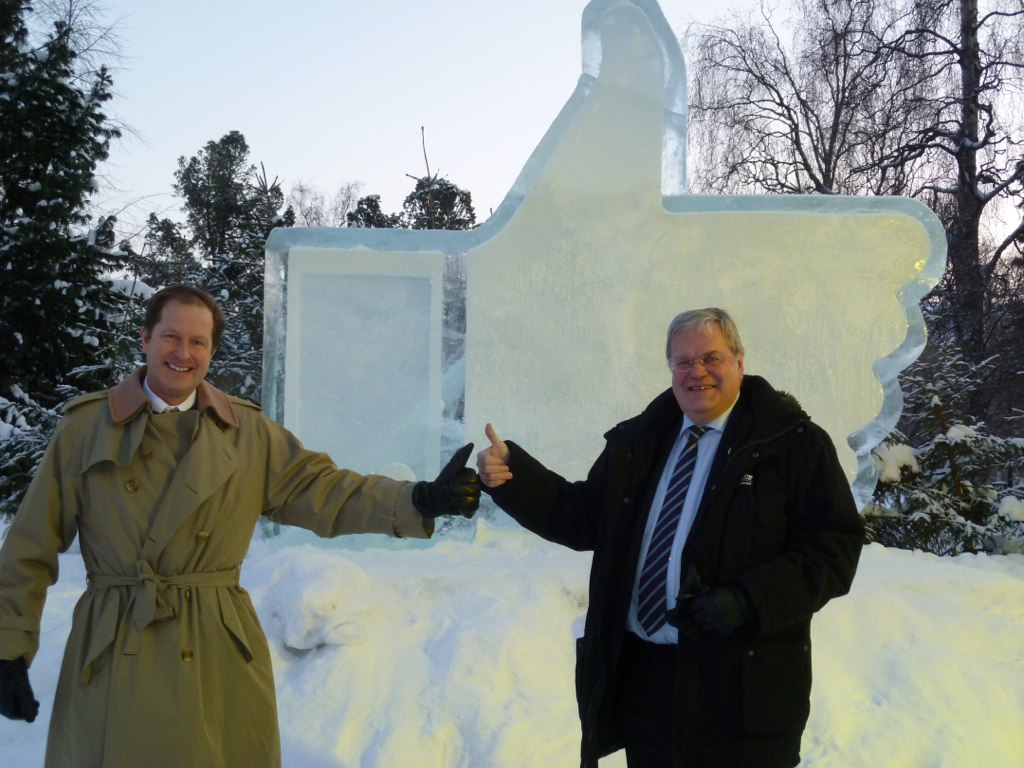
"Istummen" utanför Facebookhallen i Luleå. På bilden från vänster: Mark Brzezinski och Per-Ola Eriksson.

Facebook valde Luleå för etableringen av sina första datacentrum tack vare fördelarna med bland annat den naturliga kylan som är nödvändig för att hålla nere temperaturen i serverhallarna, det driftsäkra elnätet, de låga elpriserna och den rena energin. Datacentret är det största i sitt slag i Europa, med hela 84 000 kvadratmeter vilket kan jämföras med drygt 11 fotbollsplaner. Det som datacentret kommer att bistå med är att processa stora mängder av datatrafik genom tusentals dataserver som tillsammans jobbar som en jättedator. Genom detta upplevs det som att ens handlingar på Facebook utförs i samma ögonblick som man utför dem.
Etableringen av Facebook i Luleå har lett till att även andra företag har fått upp ögonen för denna stad. Fusion-io, EMC och Milestone som är tre internationella specialist/supportföretag för datacenter är också på väg att etablera sig i Luleå. Facebooketableringen har även haft positiva effekter för Luleå tekniska universitet med en ökning av 18 procent på antalet ansökningar till skolan. Luleå Science Park har även dem fått en ökning på 25 procent med nyetablerade företag.

#### Tjänster och turism

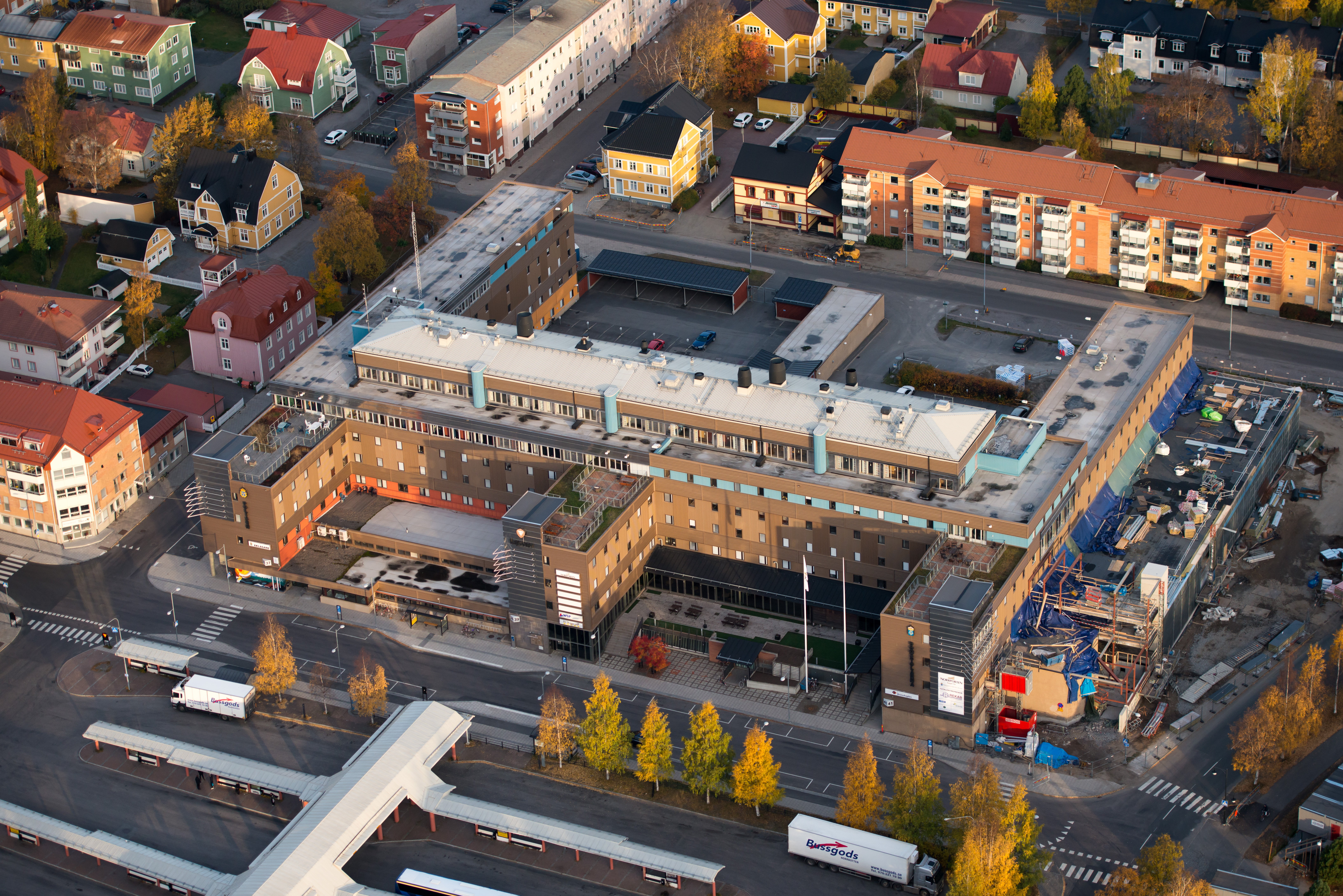
Luleå rättscentrum.

Luleå är i sin roll som residensstad bas för Länsstyrelsen i Norrbottens län och landshövdingen i Norrbottens län har sitt residens här. (Norrbottens läns landsting) Region Norrbotten från 2017 har sitt kansli i Luleå. Hushållningssällskapet Norrbotten-Västerbottens huvudkontor ligger i Luleå. Luleå har polisstation och utgör huvudsäte för ett av de fyra polisområdena i Polisregion Nord.
Statliga myndigheter såsom Arbetsförmedlingen, Havs- och vattenmyndigheten, Kustbevakningen, Försäkringskassan Skatteverket, och Tullverket har kontor i Luleå. Luleå utgör regionkontor för Trafikverkets Region Nord, som omfattar Norrbottens och Västerbottens län. Lantmäteriet har kontor i Luleå som utgör kontor för Bodens, Jokkmokks, Luleå och Piteå kommuner. Kriminalvårdens Anstalten Luleå ligger i stadsdelen Porsön. Arbetsmiljöverkets Region nord, med kontor i Umeå, har ett filialkontor i Luleå. Bergsstaten har sitt huvudkontor i Luleå.
Luleå är kansliort för Luleå tingsrätt och Förvaltningsrätten i Luleå. Förvaltningsrätten i Luleå utgör också migrationsdomstol för Jämtlands, Norrbottens, Västerbottens och Västernorrlands län. Hovrätten för Övre Norrland har lokaler i Luleå som dock bara är bemannade vid förhandlingar. Åklagarmyndigheten har kontor i Luleå som handlägger brott i hela Norrbottens län. Kronofogdemyndigheten har ett av sina tre kontor i Norrbottens län i Luleå.
I Luleå upprätthåller nio länder konsulat (2023): Danmark (etablerat cirka 1850), Frankrike (etablerat 1868), Norge (etablerat 1907), Finland (etablerat 1921), Förbundsrepubliken Tyskland (etablerat 1955; Tyska Riket hade dock ett konsulat 1871–1945), Italien (etablerat 2012), Slovakien (etablerat 2013), Lettland (etablerat 2017; här fanns dock ett lettländskt vicekonsulat 1935-1940 med vicekonsul Atle Burman) samt Österrike (återetablerat 2019). Tidigare har det funnits numera stängda konsulat för bland annat Estland, Nederländerna, Polen, Portugal, Spanien och Ryssland.

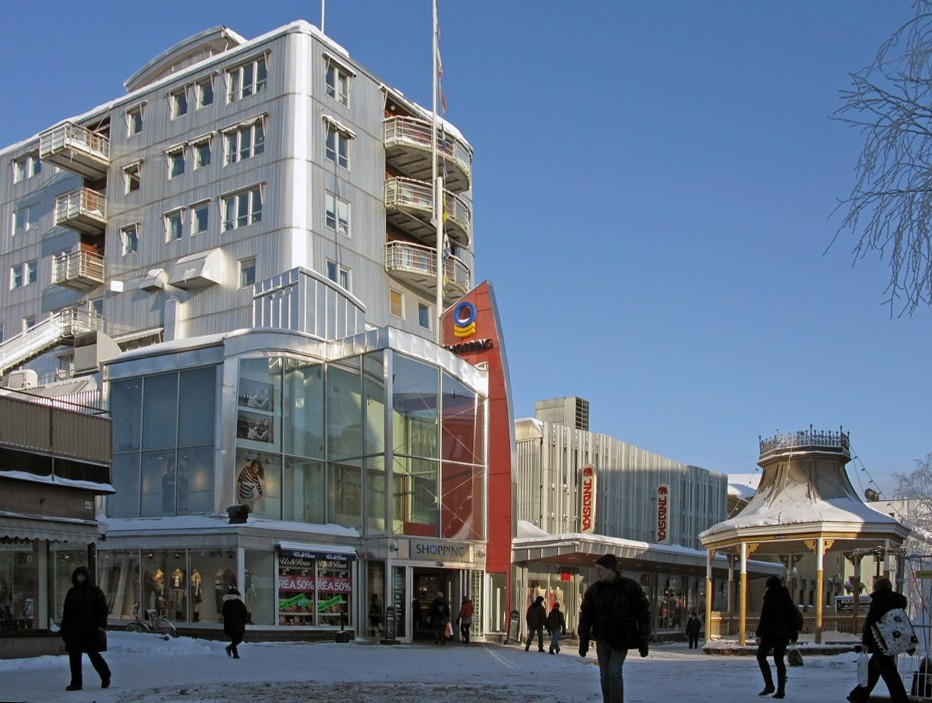
Storgatan med Shopping.

I Luleå finns gallerian Shopping, som är världens första galleria inomhus och invigdes 1955. Det finns två gallerior till i staden, Strand Galleria och Smedjan, som är Norrbottens största galleria. Det finns även ett hus med några butiker, Folksamhuset, men det räknas inte helt och hållet som en galleria. 
I innerstaden finns i huvudsak två shoppingstråk, Storgatan och Kungsgatan. Några kilometer utanför Luleå finns köpcentraområdet Storheden.

### Infrastruktur

#### Transporter

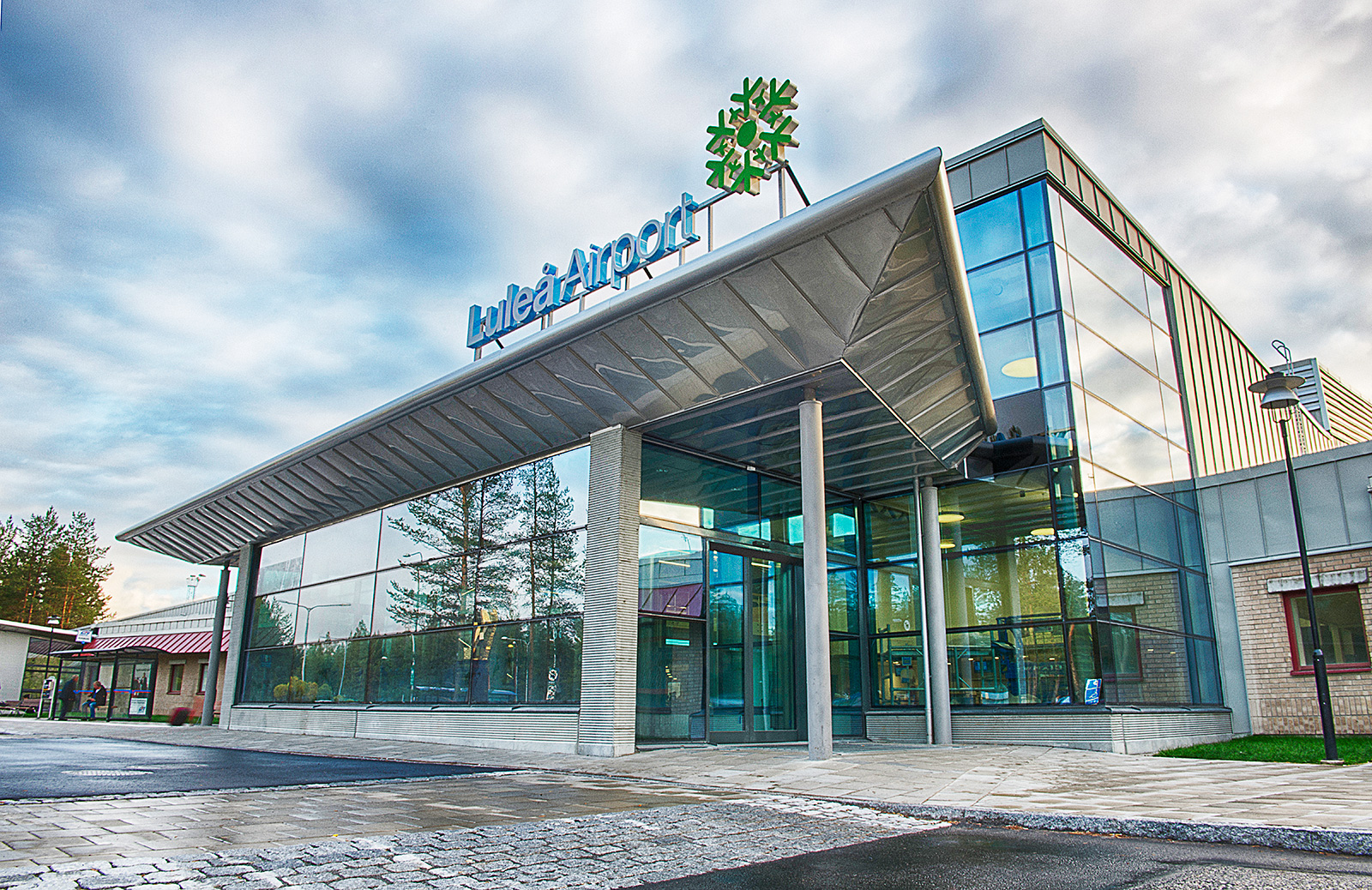
Luleå-Kallax flygplats, LLA.

De viktigaste vägarna är Europaväg 4 som går cirka fem kilometer utanför stadskärnan och Europaväg 10 mot Kiruna/Narvik. Riksväg 97 är också en viktig väg som förbinder staden med Sunderby sjukhus, Boden och Jokkmokk. Från Luleå malmhamn skeppas årligen 4–5 miljoner ton järnmalm ut. Från Luleå centralstation till Narvik i Norge, går Malmbanan. Därifrån går också direkttåg (nattågstrafik) till Stockholm, och till Narvik via Boden. Planer finns att bygga en helt ny kustjärnväg direkt ner till Umeå, den så kallade Norrbotniabanan.
Luleå Lokaltrafik bedriver stadstrafik i Luleå. 27 busslinjer förbinder staden. Luleå-Kallax flygplats ligger söder om staden.  

##### Broar överLule älvnära Luleå
- Bergnäsbron, invigd 1954, med tvåfilig väg och dubbla gång- och cykelbanor.
- Gamla Gäddviksbron, invigd 1941, med tvåfilig väg och dubbla gång- och cykelbanor.
- Nya Gäddviksbron, invigd 1978, är en del av Europaväg 4 med trefilig motortrafikled.

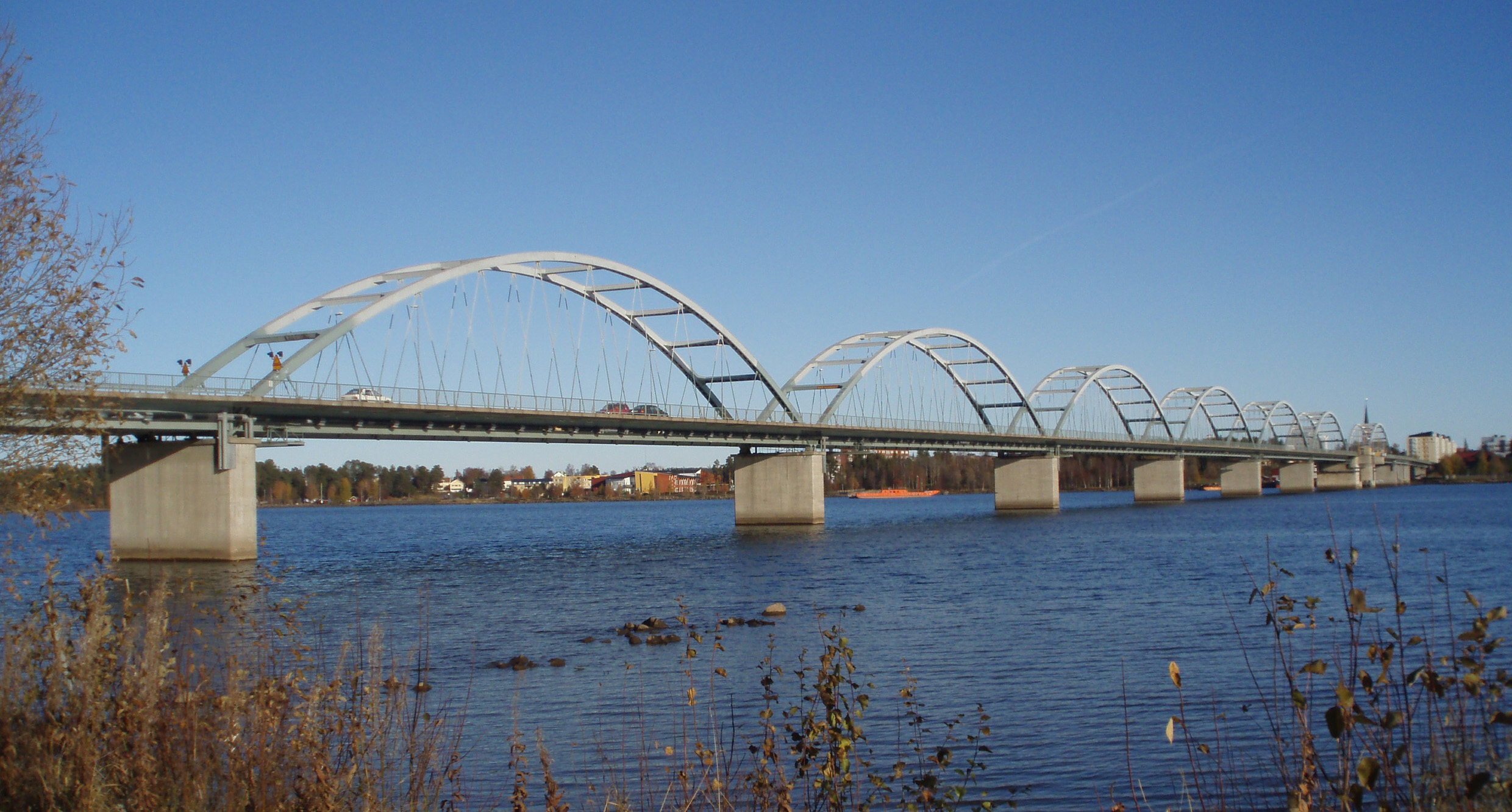
Bergnäsbron i Luleå.

## Befolkning

### Demografi

#### Stadsdelar
| Centralt    | Norr        | Väster     | Öster        | Söder     |
| ----------- | ----------- | ---------- | ------------ | --------- |
| Innerstaden | Bergviken   | Gammelstad | Bredviken    | Bergnäset |
|             | Björkskatan | Hammaren   | Hertsön      |           |
|             | Hällbacken  | Karlshäll  | Kronan       |           |
|             | Kallkällan  | Karlsvik   | Lerbäcken    |           |
|             | Lulsundet   | Storheden  | Lövskatan    |           |
|             | Mjölkudden  |            | Malmudden    |           |
|             | Notviken    |            | Skurholmen   |           |
|             | Ormberget   |            | Svartöstaden |           |
|             | Porsön      |            | Örnäset      |           |
|             | Skutviken   |            | Östermalm    |           |

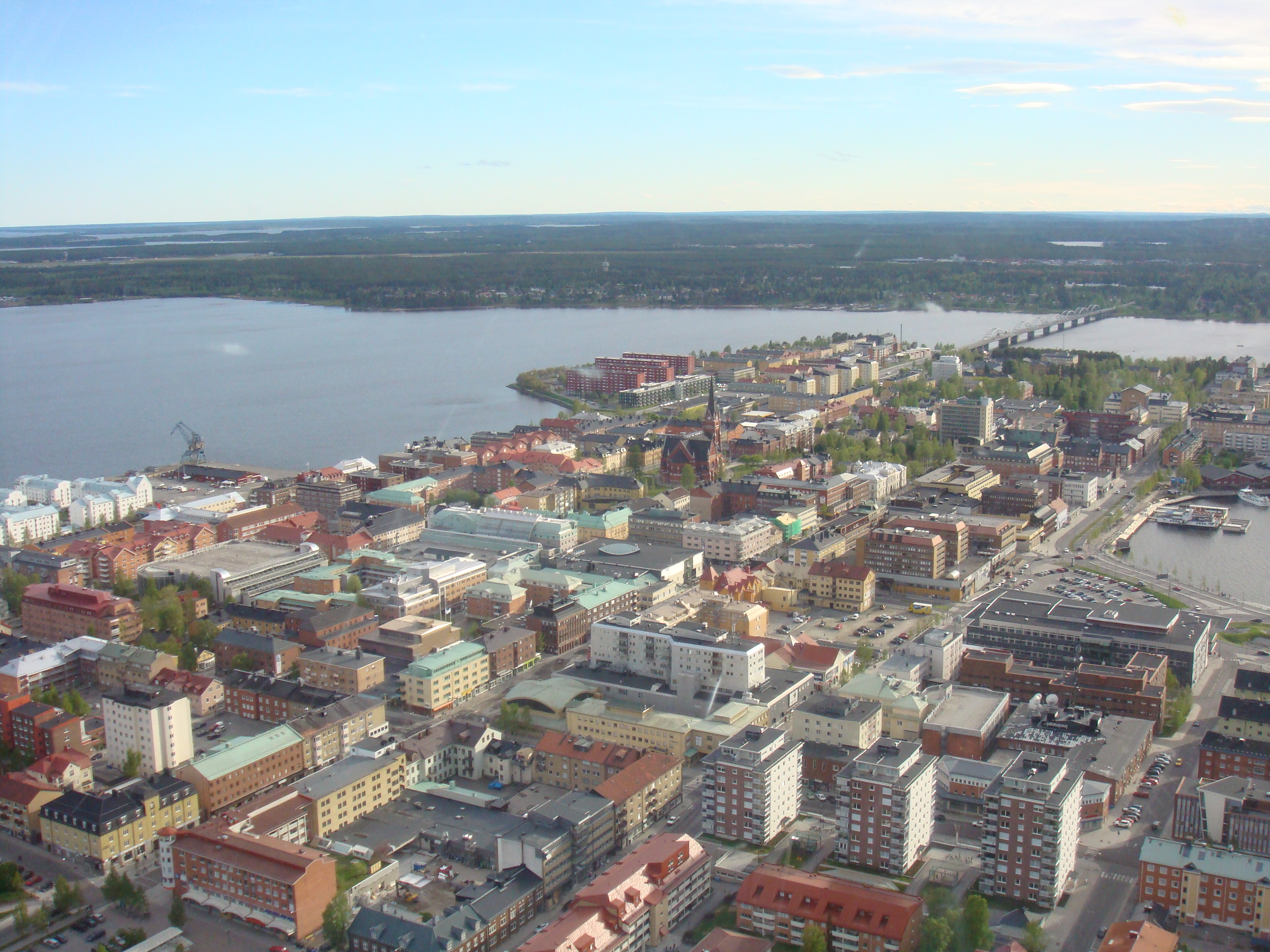
I övre högra delen av bilden syns Bergnäsbron över Lule älv. Bergnäset ligger vid det bortre brofästet. Ungefär mitt i bilden syns Luleå domkyrka. Till vänster Södra hamn med den kvarvarande vipparmsportalkranen från 1950. Till höger Norra hamn.

Enligt Luleå kommuns webbplats räknas Bergnäset, Gammelstad och Karlsvik till Luleås stadsdelar. Dessa är emellertid egna tätorter som inte sammanhänger med Luleå tätort enligt SCB:s beräkningar.

#### Befolkningsutveckling
| Befolkningsutvecklingen i Luleå 1850–2020                                                                                             | Befolkningsutvecklingen i Luleå 1850–2020 | Befolkningsutvecklingen i Luleå 1850–2020 | Befolkningsutvecklingen i Luleå 1850–2020 | Befolkningsutvecklingen i Luleå 1850–2020 |
| --- | ----------------------------------------- | ----------------------------------------- | ----------------------------------------- | ----------------------------------------- |
| |                                           |                                           |                                           |                                           |
| År |                                           |                                           | Folkmängd                                 | Areal (ha)                                |
| 1850 | 1850                                      |                                           | 1 257                                     |                                           |
| 1860 | 1860                                      |                                           | 1 516                                     |                                           |
| 1870 | 1870                                      |                                           | 1 905                                     |                                           |
| 1880 | 1880                                      |                                           | 3 120                                     |                                           |
| 1890 | 1890                                      |                                           | 4 755                                     |                                           |
| 1900 | 1900                                      |                                           | 9 484                                     |                                           |
| 1910 | 1910                                      |                                           | 8 959                                     |                                           |
| 1920 | 1920                                      |                                           | 10 545                                    |                                           |
| 1930 | 1930                                      |                                           | 11 336                                    |                                           |
| 1940 | 1940                                      |                                           | 13 948                                    |                                           |
| 1950 | 1950                                      |                                           | 22 646                                    |                                           |
| 1960 | 1960                                      |                                           | 28 495                                    | 1 003                                     |
| 1965 | 1965                                      |                                           | 33 133                                    | 1 304                                     |
| 1970 | 1970                                      |                                           | 36 743                                    |                                           |
| 1975 | 1975                                      |                                           | 42 139                                    |                                           |
| 1980 | 1980                                      |                                           | 42 914                                    | 2 462                                     |
| 1990 | 1990                                      |                                           | 42 727                                    | 2 507                                     |
| 1995 | 1995                                      |                                           | 44 294                                    | 2 581                                     |
| 2000 | 2000                                      |                                           | 45 036                                    | 2 881                                     |
| 2005 | 2005                                      |                                           | 45 467                                    | 2 852                                     |
| 2010 | 2010                                      |                                           | 46 607                                    | 2 909                                     |
| 2015 | 2015                                      |                                           | 43 574                                    | 2 706                                     |
| 2020 | 2020                                      |                                           | 49 123                                    | 2 845                                     |
| Anm.: 1850-1950 avser Luleå stad. Sammanvuxen med Mjölkudden 1965 och med Notviken 1970. Björkskatan utbruten 2015 och återgick 2018. |                                           |                                           |                                           |                                           |

### Religion
Luleå är stiftsstad för Luleå stift i Svenska kyrkan och tillhör Luleå domkyrkoförsamling, med del av orten inom Nederluleå församling. Av Svenska kyrkans kyrkobyggnader finns i staden Luleå domkyrka, Björkskatakyrkan, Mjölkuddskyrkan, Örnäsets kyrka, Hertsökyrkan och Porsökyrkan. Sankt Josef Arbetarens kyrka, tillhörande Sankt Josef Arbetarens katolska församling, ligger på stadsdelen Lövskatan. I Luleå finns dessutom kyrkor tillhörande Pingstkyrkan, EFS, Equmeniakyrkan Læstadianismen (både inriktningarna östlæstadianism och västlæstadianism), Frälsningsarmén, Evangeliska Frikyrkan, Mormonerna, Jehovas vittnen.

## Kultur

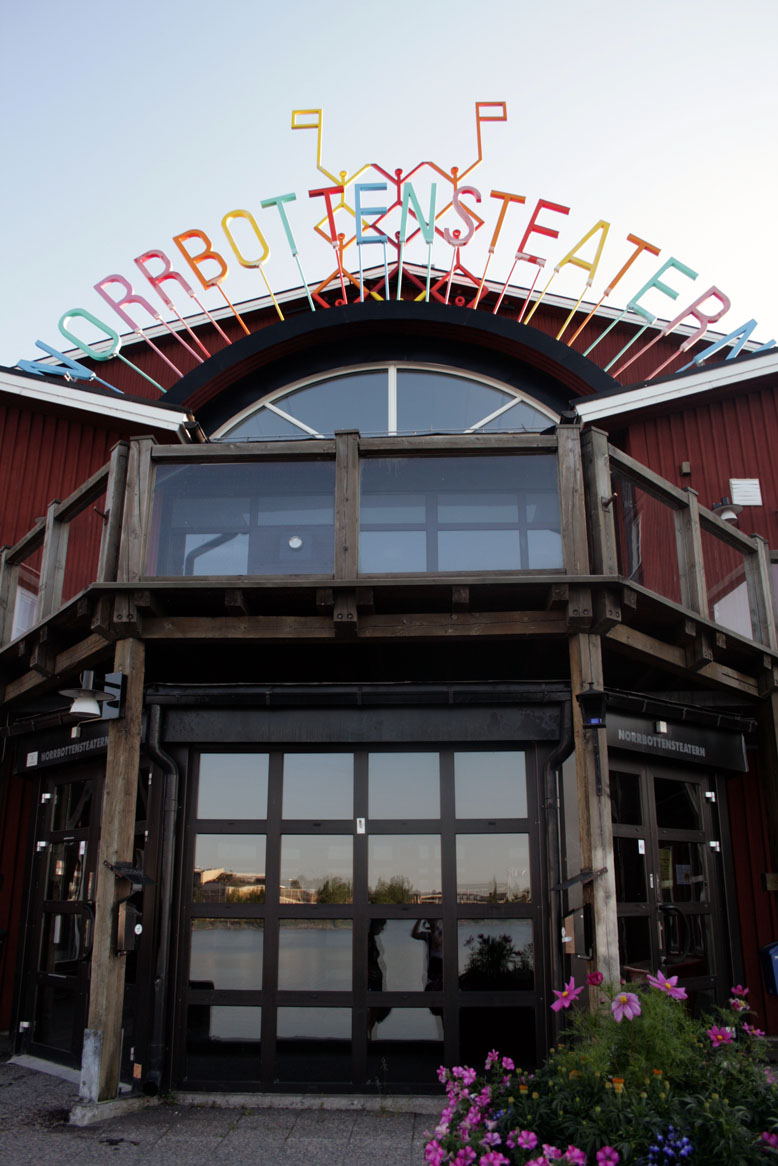
Huvudingången till Norrbottensteaterns byggnad vid Norra hamn.

Den 12 januari 2007 invigdes Kulturens hus i centrala Luleå. I Kulturens Hus finns bibliotek, konsertsalar, konsthall, turistcenter med mera. Det fungerar även som konferens- och kongresscenter. Minus 30-festivalen är ett av de största vinterevenemangen i Luleå. Det är en inomhusfestival på Kulturens Hus där artister från Sverige uppträder. Festivalen brukar infalla en lördag i mitten av mars.
Luleå Hamnfestival är ett stort festivalevenemang som hålls till i centrala Luleå (främst runt Norra hamn) på somrarna, sedan 2013. Första året inföll festivalen andra veckan i juli. Den har gratis inträde dygnen runt och den riktar inte in sig på någon speciell grupp. Under festivalen spärras en stor del av innerstadens biltrafik av. Hamnfestivalen ersatte den tidigare festivalen Luleåkalaset, som pågick varje sommar (slutet av juli/början av augusti) från 2003 till 2012. Luleåkalaset i sin tur, ersatte den tidigare festivalen Sjöslaget, som pågick varje sommar från 1988 till 2002.
Musikens makt är en mindre musikfestival som hålls till på Gültzauudden den tredje veckan i augusti, sedan 2010. Där uppträder både mer och mindre kända musiker, och den festivalen har också gratis inträde. Konst i det gröna är en utställning som anordnas varje sommar, de senaste åren på Kronanområdet. Ett hundratal kända och okända konstnärer får en chans att ställa ut och sälja sina verk. I oktober vartannat år arrangeras en Bok & Bild-festival som lockar många besökare. Då delas lyrikpriset Erik Lindegren-priset ut. Det gick 2007 till Folke Isaksson och 2009 till Tomas Tranströmer. Lilla Erik Lindegren-priset, för unga författare mellan 15 och 20 år, delades ut för första gången 2007.
Luleå Pride arrangerades för första gången år 2012. Sedan starten av Luleå Pride har fler pridefestivaler, och initiativ med koppling för mänskliga rättigheter, startats runtom i Norrbottens län. Innan Luleå Pride och RFSL kom till staden låg Luleå på plats 142 i RFSL:s rankning över hbtq-vänliga kommuner, 2016 låg Luleå kommun på åttonde plats.[källa behövs]
Ice Music är en ny konstform där professionella musiker spelar på instrument som har skapats av is. Ice musik utspelas i en gigantisk igloo där isinstrumenten pulserar i regnbågens färger.
1878 började man insamlingen av föremål till det som kom att bli Norrbottens museum. 1936 fick Norrbottens museum ett eget hus.
Bland arenor hittas:
- Coop Norrbotten Arena
- Luleå Energi Arena
- Norrbottens museum
- Norrbottensteatern

### Sport
I Luleå finns de kända elitlagen Luleå HF, Luleå HF/MSSK (ishockey), Luleå Basket och BC Luleå (basket). 
I basket har herrlaget BC Luleå tagit åtta SM-guld på herrsidan: 1997, 1999, 2000, 2002, 2004, 2006, 2007 och 2017, och damlaget Luleå Basket åtta SM-guld: 2014, 2015, 2016, 2017, 2018, 2020, 2021 och 2023.
Luleå HF har hittills tagit två SM-guld på herrsidan (1996 och 2025), och Luleå HF/MSSK på damsidan har tagit sju SM-guld: 2016, 2018, 2019, 2021, 2022, 2023 och 2024. Luleå HF:s herrar har också tagit titeln som Europeiska mästare två gånger, första gången i European Trophy 2012 och andra gången i Champions Hockey League 2015.
IFK Luleå är stadens mest anrika fotbollslag. Herrlaget har spelat en säsong i Fotbollsallsvenskan (1971), och spelar från och med 2020 i Ettan Norra. Tre andra lag från Luleå spelar också i svenska seriesystemet för herrar: Luleå SK, Lira BK samt Notvikens IK.
Luleå Eskimos, stadens amerikanska fotbollslag, spelar i division 1 och spelar sina hemmamatcher på Södra Sunderbyns IP.
Under världsmästerskapet i handboll för herrar 1967 spelades två matcher i den då nybyggda Pontushallen (heter numera Luleå Energi Arena), Västtyskland mot Norge samt Norge mot Japan. Året efter hölls JVM i skidskytte i Luleå. 
Vid sex tillfällen har SM i skidor avgjorts i Luleå sedan 1926. 2005 och 2006 var arrangemanget delat med Hudiksvall respektive Boden.
Sverige har även spelat Davis Cup-matcher i Pontushallen mot Schweiz under 1997.
Världsmästerskapen i brottning för damer hölls i Luleå under 1990.
Vid Europamästerskapet i basket för herrar 2003 avgjordes Grupp A med Frankrike, Bosnien, Italien och Slovenien i Coop Norrbotten Arena (dåvarande Coop Arena.)
Svenska mästerskapet i yukigassen har hållits vid Luleå tekniska universitet varje vinter sedan 2010.

## Galleri

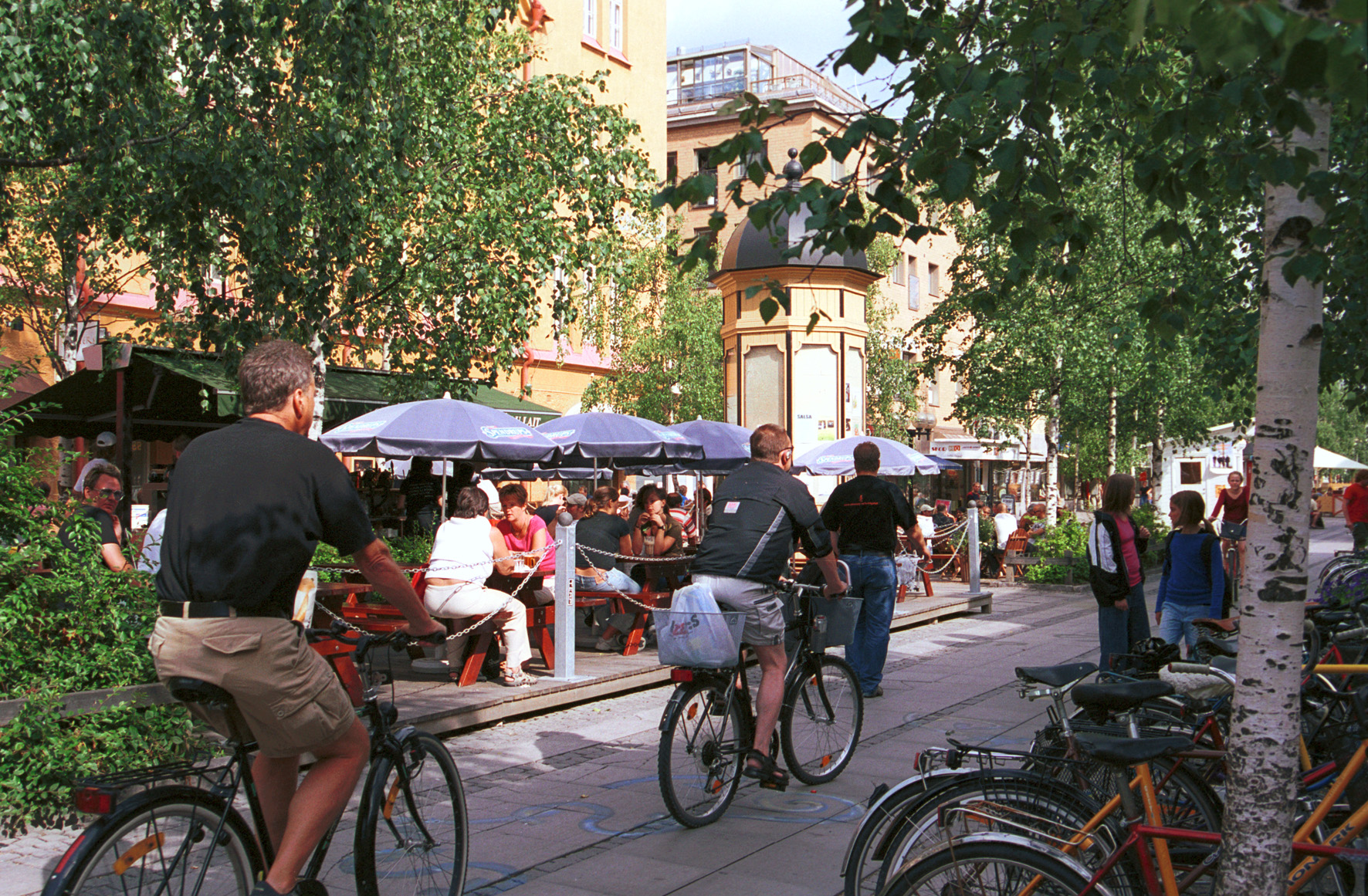
Storgatan på sommaren.
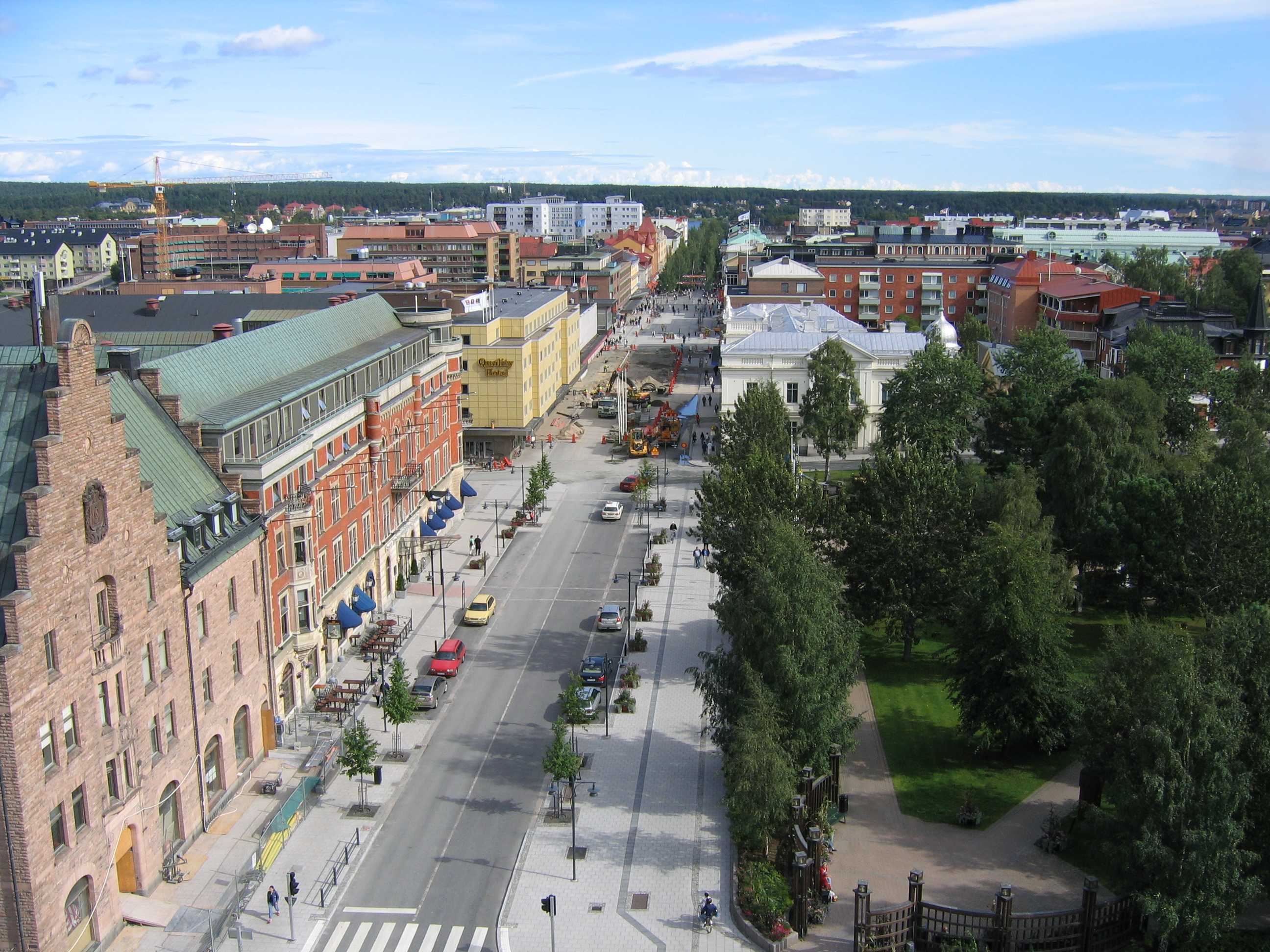
Storgatan från Stadshuset.
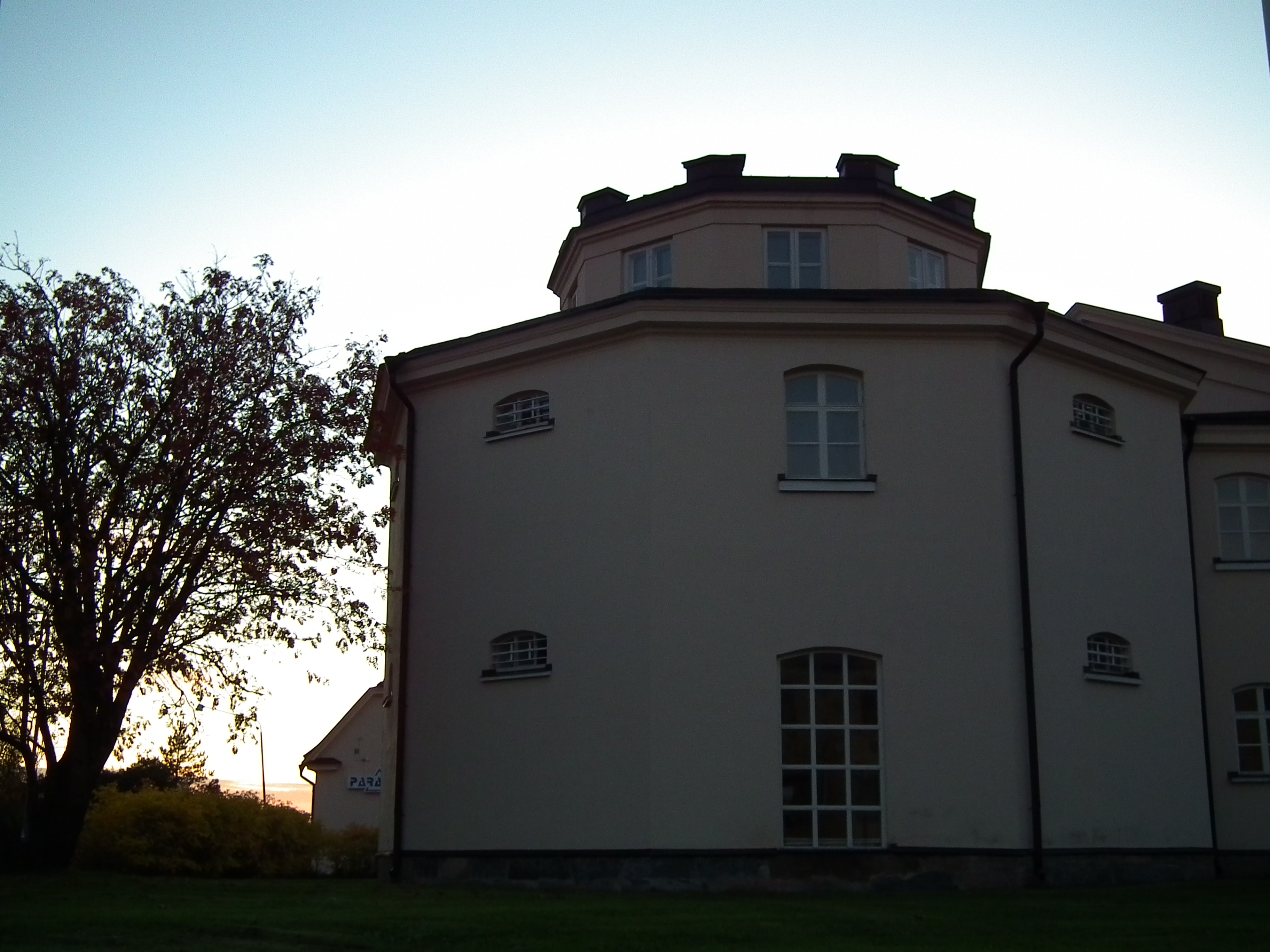
Före detta fängelset Vita Duvan.
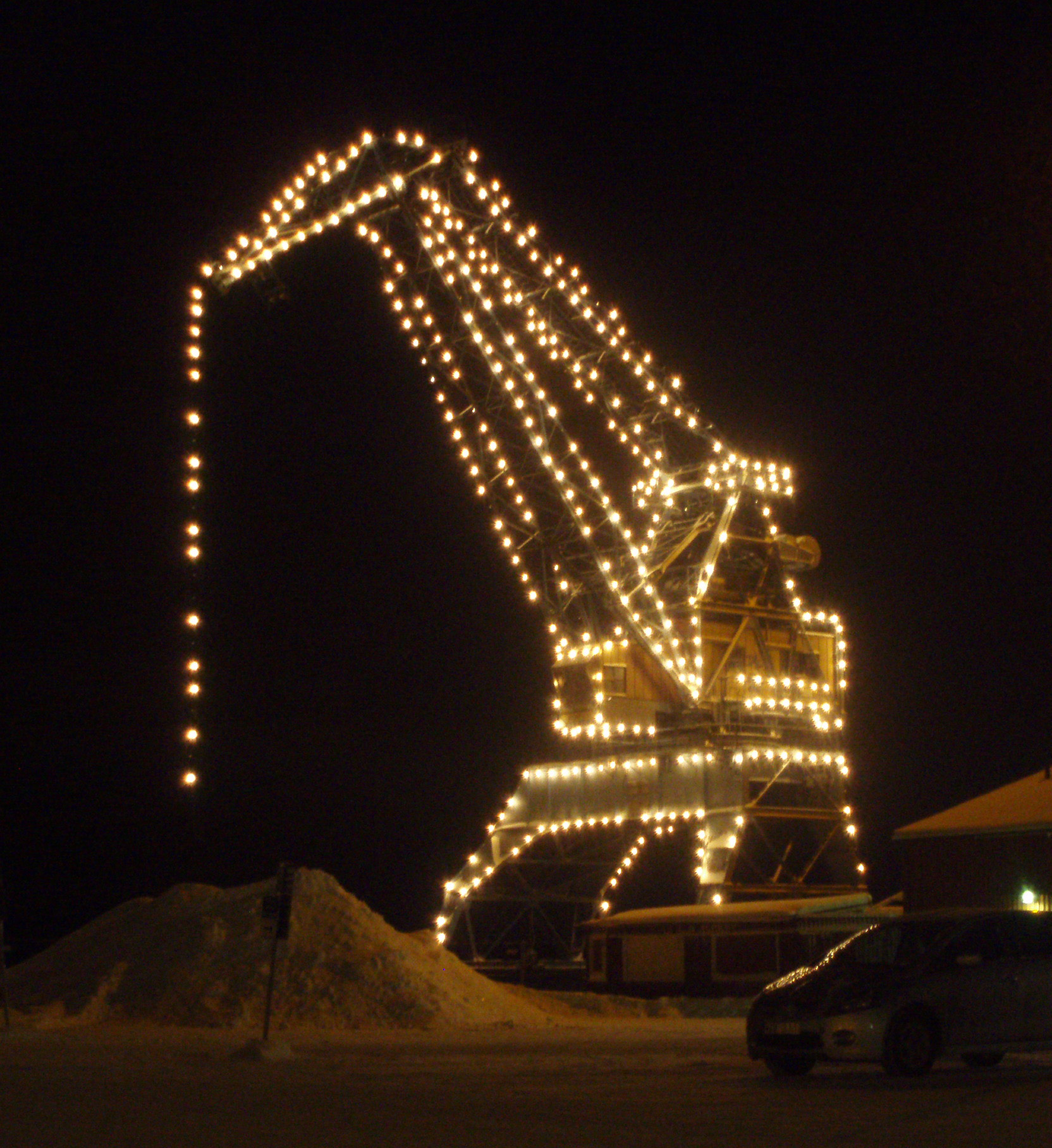
Gamla hamnkranen i Södra hamn.